# Geraldo da Silva Souza
Geraldo da Silva Souza Júnior (Castanhal, 3 de setembro de 1980) é um ciclista brasileiro, vencedor da Copa América de Ciclismo de 2010. Atualmente compete pela equipe São Lucas Saúde-Americana.

## Principais resultados
2005
1º - Corrida Macapá Verão
2008
1º - Corrida Macapá Verão
2009
1º - Classificação Geral do GP Israel de Freitas
1º - Copa Metropolitana de Ciclismo
1º - Classificação Geral da Volta de Belém
1º - Etapa 3
1º - Corrida Macapá Verão
4º - Ranking Brasileiro de Ciclismo de Estrada
2010
1º - Copa América de Ciclismo
7º - Classificação Geral do Giro do Interior de São Paulo
1º - Etapa 3
2011
1º - Copa Metropolitana de Ciclismo
3º - Classificação Geral da Volta Ciclística do Pará
1º - Etapa 4
5º - Prova Ciclística 9 de Julho
1º - Prova Ciclística Coronel Fontoura
8º - Ranking Brasileiro de Ciclismo de Estrada
2012
1º - Prova de São Sebastião
2º - Corrida Macapá Verão
1º - Copa Metropolitana de Ciclismo
8º - Ranking Brasileiro de Ciclismo de Estrada
2013
5º - Copa da República de Ciclismo
3º - Classificação Geral da Volta Ciclística do Pará
2º - Etapa 3